# Гончары (Шишацкий район)
Гончары (укр. Гончарі) — село,
Яреськовский сельский совет,
Шишацкий район,
Полтавская область,
Украина.
Код КОАТУУ — 5325786003. Население по переписи 2001 года составляло 46 человек.

## Географическое положение
Село Гончары примыкает к селу Лещаны, 
на расстоянии в 1 км находится село Чернобаи, в 1,5 км — сёл Федунка и Сагайдак.
По селу протекает ручей с запрудой.
Рядом проходит железная дорога, станция Федунка в 2-х км.